# François Weyergans
Pour les articles homonymes, voir Weyergans.
François Weyergans, né le 2 août 1941 à Etterbeek (Bruxelles) en Belgique et mort le 27 mai 2019 à Paris, est un écrivain et réalisateur franco-belge francophone, membre de l'Académie française.
Il est le deuxième auteur après Philippe Hériat à avoir reçu à la fois le prix Renaudot (pour La Démence du boxeur en 1992) et le prix Goncourt (en 2005 pour Trois Jours chez ma mère).

## Biographie

### Jeunesse et formation
Son patronyme vient d'un grand-père paternel forgeron allemand qui vécut à Cologne et qui, travaillant en 1914 à Liège dans la construction ferroviaire, prit la nationalité belge « en 24 heures », évitant ainsi l'internement.
Fils de Franz Weyergans, écrivain lui aussi, et d’une mère avignonnaise (qui a vécu plusieurs années à Forcalquier), François Weyergans est scolarisé à Bruxelles, au collège Saint-Michel puis à l'institut Saint-Boniface-Parnasse. À 20 ans, il cesse de fréquenter la messe.
Il suit à Paris les cours de l'IDHEC et se passionne pour Robert Bresson et Jean-Luc Godard.

### Carrière
Il écrit des critiques aux Cahiers du cinéma de décembre 1960 à juillet 1966.
En 1961, il réalise un premier film sur Maurice Béjart.
À la suite d'une analyse, il publie en 1973 un compte rendu sarcastique de sa cure. C'est la substance de son roman Le Pitre, remarqué par la critique, et qui obtient le prix Roger-Nimier.
En 1981, Macaire le Copte est consacré par le prix Victor Rossel en Belgique et obtient aussi le prix des Deux Magots en France. Dès lors, il se voue entièrement à la littérature, travaillant la nuit, de onze heures du soir au lendemain midi.
Le Radeau de la méduse, en 1983, reçoit le prix Méridien des quatre jurys et La Démence du boxeur obtient le prix Renaudot en 1992. Il écrit aussi La Vie d'un bébé ainsi que Franz et François, allusions à son père et à lui-même. Son roman Trois Jours chez ma mère obtient le prix Goncourt le 3 novembre 2005 au terme d'une intense compétition avec le roman La Possibilité d'une île de Michel Houellebecq.
Il est élu le 26 mars 2009 à l'Académie française au fauteuil de Maurice Rheims, laissé vacant par le décès d'Alain Robbe-Grillet. Il est reçu sous la coupole le 16 juin 2011 ; le discours d'accueil est prononcé par Erik Orsenna ; de son côté, il se livre à un double éloge de ses deux prédécesseurs au fauteuil 32.

### Vie privée
François Weyergans est le père de la comédienne Métilde Weyergans.

### Mort
Il meurt le 27 mai 2019 à Paris à l'âge de 77 ans, de causes demeurant inconnues. Il est inhumé au cimetière du Montparnasse (division 14) dans la même ville.

### Décorations
- 13 juillet 1998 :  Chevalier de la Légion d'honneur[7]
- 13 septembre 2016 :  Commandeur de l'ordre des Arts et des Lettres[8]

## Œuvre littéraire
- 1968[N 3] : Salomé, rééd. éditions Léo Scheer (ISBN 978-2-7561-0008-1)
- 1973 : Le Pitre, éditions Gallimard
- 1979 : Berlin mercredi, éditions Balland (ISBN 2-7158-0213-7)
- 1980 : Les Figurants, Balland
- 1981 : Macaire le Copte, Gallimard
- 1983 : Le Radeau de la Méduse, Gallimard
- 1986 : La Vie d'un bébé, Gallimard  (ISBN 978-2-0707-0478-1)
- 1988 : Françaises Français, Gallimard
- 1989 : Je suis écrivain, Gallimard  (ISBN 2-0707-0974-4)
- 1990 : Rire et pleurer, éditions Grasset (ISBN 978-2-2464-2381-2)
- 1992 : La Démence du boxeur, Grasset
- 1997 : Franz et François, Grasset  (ISBN 2-2464-7281-4)
- 2005 : Trois Jours chez ma mère, Grasset  (ISBN 2-2465-4591-9)
- 2012 : Royal Romance, éditions Julliard (ISBN 978-2-2600-1388-4)
- 2023 : Romans (compilation) Quarto (ISBN 978-2-0728-9176-2)[9]

## Filmographie
Courts métrages
- 1962 : Béjart  (documentaire)
- 1963 : Hieronymus Bosch (court-métrage)
- 1964 : Statues
- 1967 : Voleuses
- 1967 : Baudelaire is gestorven in de zomer

Longs métrages
- 1965 : Robert Bresson : Ni vu, ni connu (des portraits Cinéastes de notre temps), 65 minutes
- 1967 : Aline
- 1972 : Un film sur quelqu'un
- 1974 : Si j'te cherche... j'me trouve de Roger Diamantis (acteur)
- 1977 : Maladie mortelle
- 1977 : Je t'aime, tu danses
- 1978 : Couleur chair

## Récompenses et distinction

### Prix littéraires
- Prix Roger-Nimier (1973) pour Le Pitre
- Grand prix de littérature de la SGDL et prix Sander Pierron de l'Académie royale de langue et de littérature françaises de Belgique, pour Les Figurants (Balland, Paris, 1980)
- Prix Victor Rossel et prix des Deux Magots (1981) pour Macaire le Copte
- Prix Méridien des quatre jurys (1983) pour Le Radeau de la méduse
- Prix d'Académie de l’Académie française (1984) pour Le Radeau de la Méduse
- Prix Paul-Flat de l’Académie française (1986) pour La Vie d’un bébé
- Prix Renaudot (1992) pour La Démence du boxeur
- Grand prix de la langue française (1997) pour Franz et François
- Prix Goncourt (2005) pour Trois Jours chez ma mère

### Distinction
- Sélection à la Mostra de Venise 1972 pour Un film sur quelqu'un[10]